# Lövhagsträsk
Lövhagsträsk är en sjö i Haninge kommun i Södermanland och ingår i Tyresån-Trosaåns kustområde.